# 질로 폰테코르보
질로 폰테코르보(Gillo Pontecorvo, 1919년 11월 19일 ~ 2006년 10월 12일)는 이탈리아의 영화 감독이다. 1966년, 영화 《알제리 전투》로 베네치아 영화제 황금사자상을 수상했다.

## 작품 목록

### 감독
- 푸른 대로 (1957)
- 카포 (1960)
- 알제리 전투 (1966)
- 번! (1969)
- 오그로 (1979)